# Clorotalonil
El clorotalonil, en anglès:Chlorothalonil (2,4,5,6-tetracloroisoftalonitril) és un compost orgànic principalment usat com fungicida d'ampli espectre, amb altres usos com protector de la fusta, plaguicida i acaricida i per controlar bacteris i algues.

## Usos
Als Estats Units, el chlorothalonil es fa servir predominantment en els cacauets, patates i tomàquets. També es fa servir en camps de golf i en les gespes.

## Mecanisme d'acció
El chlorothalonil redueix les molècules de glutatió en els fongs portant finalment a la mort cel·lular.

## Toxicitat

### Aguda
Segons la United States Environmental Protection Agency, el chlorothalonil té la categoria de toxicitat I, produeix iritació severa ene les ulls. En contacte amb la pell està classificat en la categoria IV, "pràcticament no tòxic", amb LD50 oral i dèrmica més gran que 10,000 mg/kg.

### Crònica
L'exposició a llarg termini afecta el ronyó i tumors en animals de laboratori.

### Carcinogènic
Chlorothalonil pertany al Grup B2 "carcinogen probable en humans".

### Medi ambient
El chlorothalonil és un important actor en el declivi de les abelles fent les més vulnerables a Nosema ceranae.